# Paepalanthus cryocephalus
Paepalanthus cryocephalus är en gräsväxtart som beskrevs av Silveira. Paepalanthus cryocephalus ingår i släktet Paepalanthus och familjen Eriocaulaceae. Inga underarter finns listade i Catalogue of Life.